# Elisa Arimany i Brossa
Elisa Arimany i Brossa   (Sant Vicenç de Castellet, 7 de març de 1933 - 29 de novembre de 2023) va ser una escultora i ceramista catalana. Arimany va pertànyer a la Reial Acadèmia Catalana de Belles Arts de Sant Jordi.

## Biografia
La família d'Arimany tenia un negoci de construcció, on l'Elisa passava l'estona entre plànols i material d'obra. Va passar l'adolescència a Manresa, on estudiava i on va rebre les primeres classes de pintura i dibuix. Va formar-se a l'Escola Massana i l'Escola Industrial de Sabadell. Després de contraure matrimoni amb Ramon Sugrañes (1927-2003) -amb qui tindria cinc fills- va establir-se a Cerdanyola del Vallés. Va iniciar-se en el sector de la ceràmica en el taller de Rosa Gres, que pertanyia a la família del seu marit. Allà va poder innovar amb esmalts ceràmics propis. No va ser fins a finals dels anys setanta que Arimany va dedicar-se plenament a la carrera artística.
Les creacions d'Arimany acostumen a seguir patrons rectilinis i empren materials molt diversos, destacant-ne metall, pedra, argila, paper i fang. Es poden trobar obres seves a diversos parcs de Nova York i Miami. Va estar molt vinculada a Cerdanyola del Vallès, municipi al qual va cedir alguna de les seves obres. És el cas de Diàleg, al Museu d'Art de Cerdanyola; o el Monument a Europa, al Parc Tecnològic del Vallès. També destaquen obres com Contrapunt, a la seva vila natal; o Daltabaix, a Manresa. Al marge de la seva faceta artística, també va ser una coneguda activista cultural.
El Museu del Disseny de Barcelona conserva obra d'Elisa Arimany i va ser una de les creadores presents a l'exposició Som aquí. Les dones en el disseny 1900-Avui que aquest museu va organitzar l'any 2023.

Obres d'Elisa Arimany
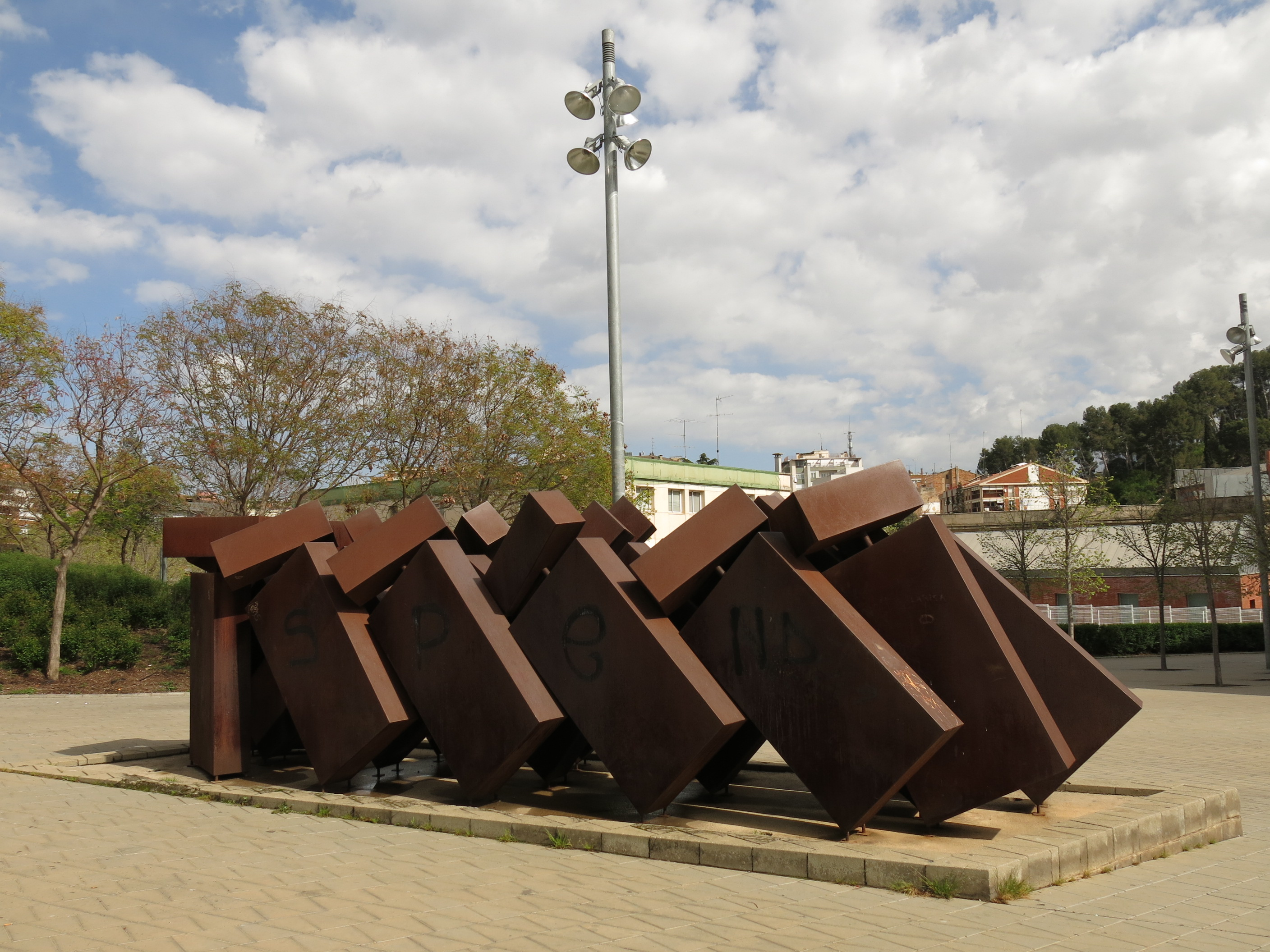
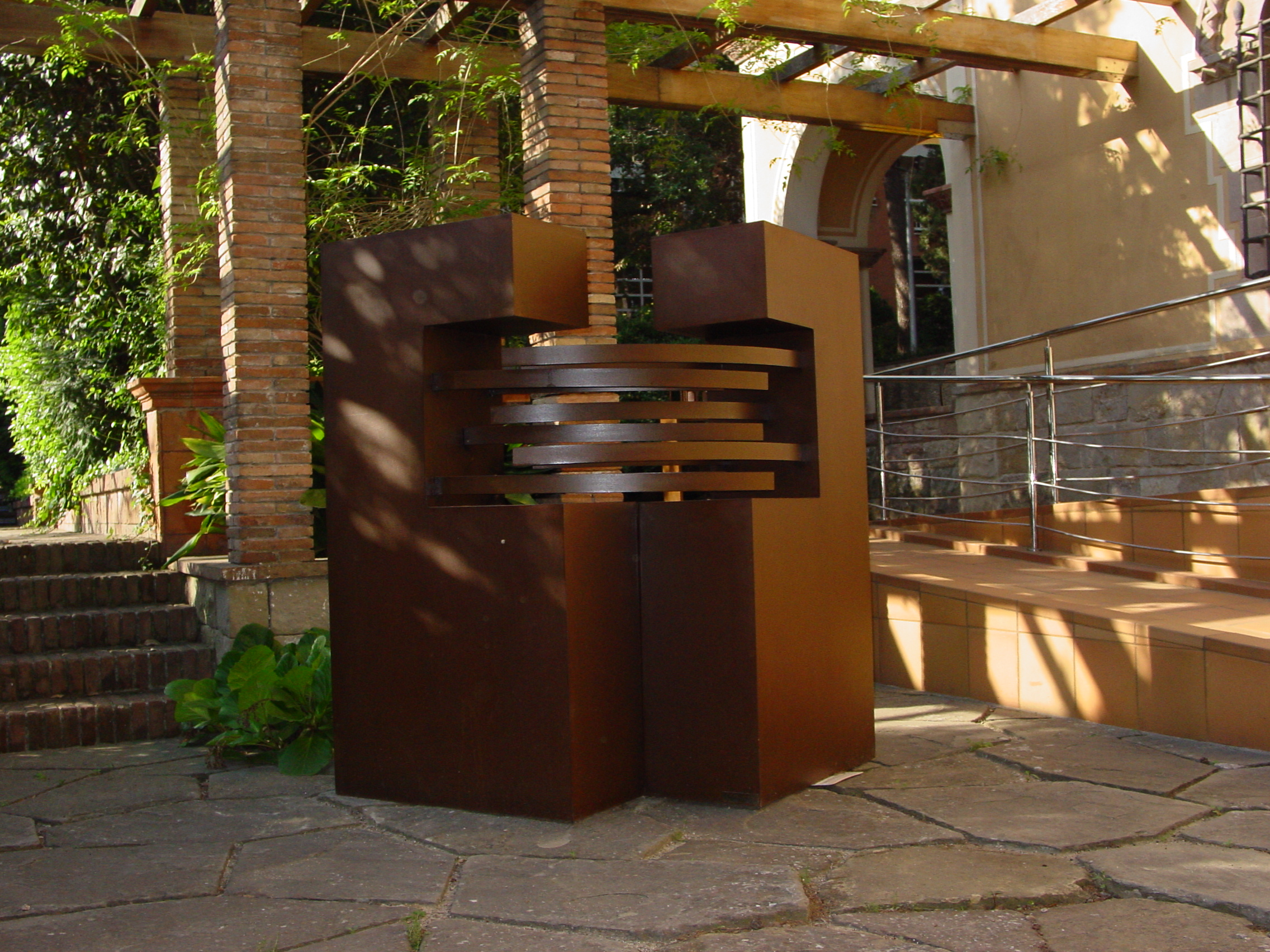
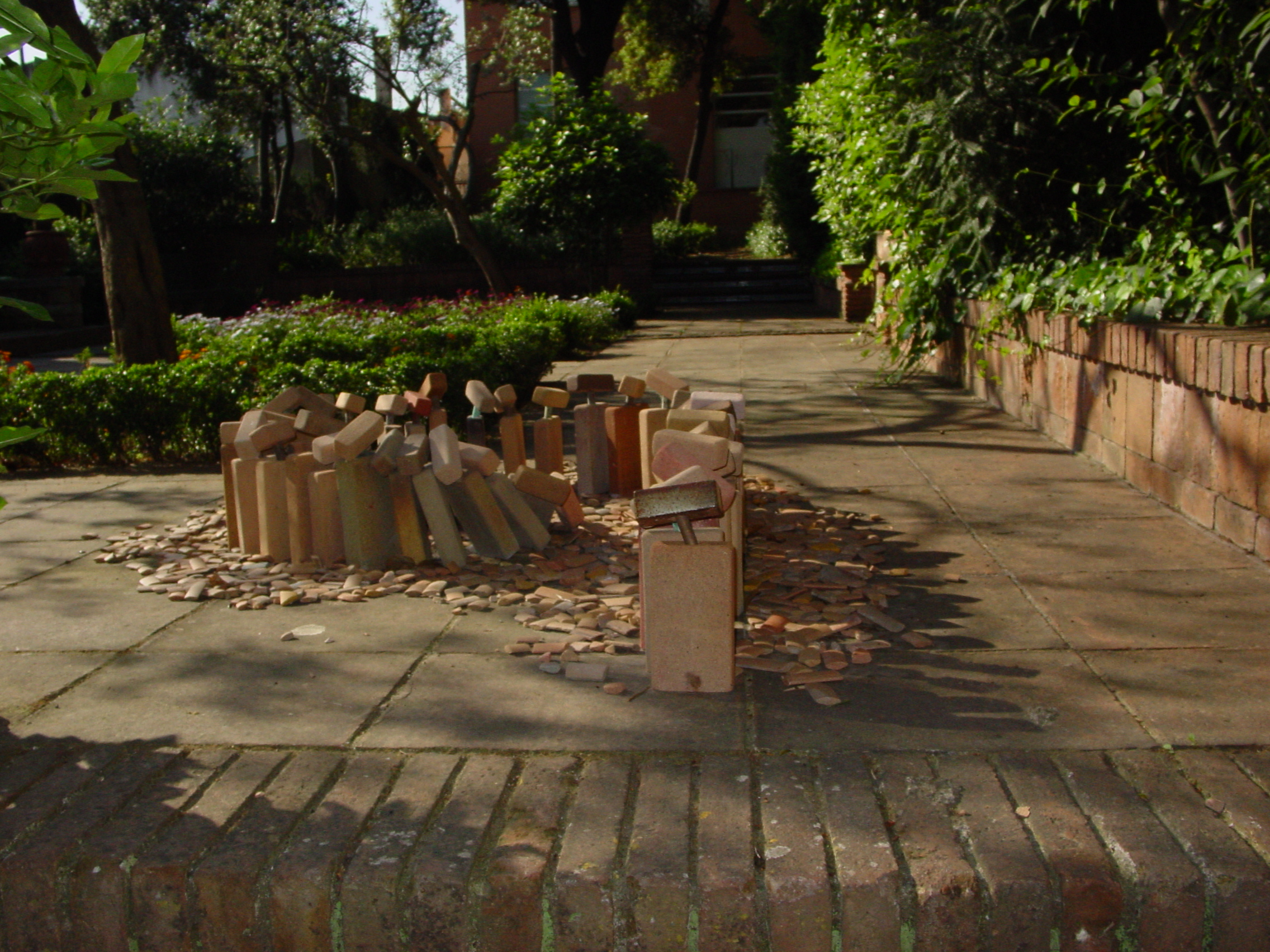
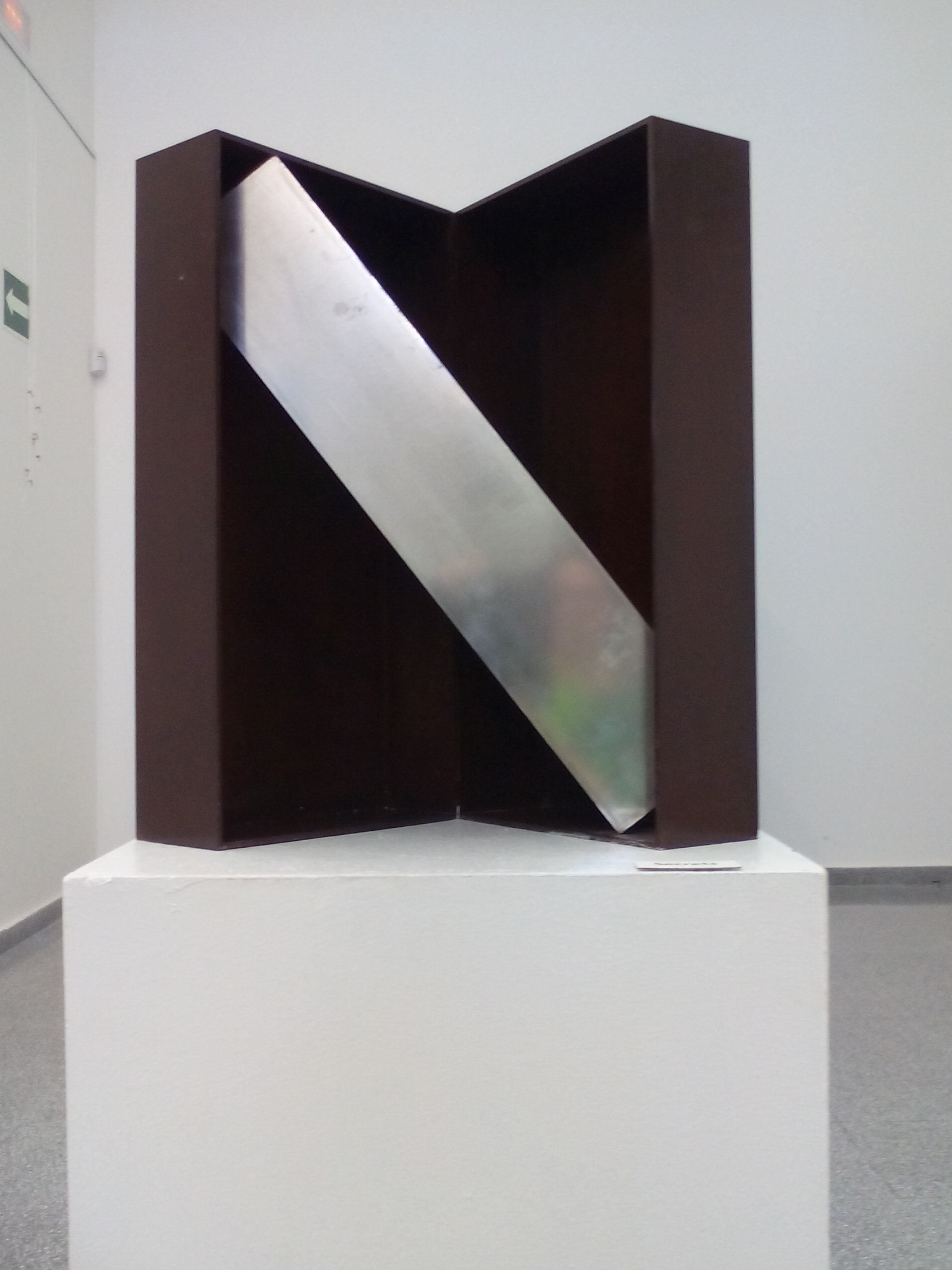

## Premis i reconeixements
L'any 2002 va rebre el guardó Cerdanyolenca de l'Any. La sala d'exposicions de la Biblioteca Central d'aquest mateix municipi, va ser batejada amb el nom de l'escultora.